# Provincia de Chanthaburi
Chanthaburi (en tailandés: จันทบุรี) es una de las provincias de Tailandia situada en el este del país y que limita con las provincias de Trat, Rayong, Chonburi, Chachoengsao y Sa Kaeo. Al este se encuentra con la frontera camboyana en las provincias de Battambang y Pailin y al suroeste con el golfo de Tailandia. Etimológicamente el nombre proviene de los términos sánscritos chandra (luna) y puri (ciudad), significando la Ciudad de la luna.

## Historia
Los indígenas de la región de Chantaburi son los chong. Los chong han vivido en la zona desde el reino de Ayutthaya, y se cree que fueron los primeros habitantes de Camboya, posiblemente anteriores a los jemeres. En la provincia de Chantaburi, los chong habitan principalmente los distritos de Khao Khitchakut, Pong Nam Ron y Makham.
Después de la crisis de Paknam en 1893, las tropas coloniales francesas ocuparon Chanthaburi, y la devolvieron en 1905 cuando Tailandia renunció a la propiedad de la parte occidental de Camboya. Una minoría significativa de los ciudadanos de Chanthaburi son vietnamitas nativos, que llegaron allí en tres oleadas: la primera en el siglo XIX durante las persecuciones anticatólicas en la China de Cochin; una segunda oleada en las décadas de 1920 a 1940 huyendo de la Indochina francesa; y una tercera oleada tras la victoria comunista en Vietnam en 1975. Tanta presencia de huidos católicos permitió en 1944 que se estableciera la Diócesis de Chanthaburi en la capital.
Chanthaburi solía ser una importante fuente de piedras preciosas, especialmente rubíes y zafiros. Mientras que la comunidad marítima de Chantaboon, se desarrolló hace más de tres siglos durante el reinado del rey Narai a lo largo de las orillas del río Mae Nam Chantaburi. Era un centro esencial de transporte y comercio. Con el paso de los años, la comunidad de Chantaboon Waterfront perdió su brillo. Sin embargo, en la última década, los lugareños, con la ayuda de funcionarios tailandeses, han contribuido a su resurgimiento como importante destino del turismo cultural.

## Geografía
Mientras que la parte meridional de la provincia se encuentra a orillas del Golfo de Tailandia y, por tanto, se trata de llanuras aluviales costeras, el interior de la provincia es montañoso. Las montañas de Chanthaburi, en el norte, tienen la mayor elevación de la provincia, el pico Khao Soi Dao Tai, de 1675 m de altura. El principal río de la provincia es el Chanthaburi. La superficie forestal total es de 2076 km² o el 32,4% de la superficie provincia.
Junto con la provincia vecina, Trat, Chanthaburi es un centro de extracción de piedras preciosas, especialmente rubíes y zafiros. En el año 2000, produjo cerca de 380.000 toneladas de durian, lo que supuso el 45,57% de la producción de durian de Tailandia y aproximadamente el 27% de toda la producción mundial, Dentro de los límites de la provincia se encuentran tres parques nacionales: El parque nacional de Namtok Phlio, el parque nacional de Khao Khitchakut, y el parque nacional de Khao Sip Ha Chan. La provincia también alberga el Santuario de Vida Silvestre de Khao Soi Dao.

## Símbolos
El emblema provincial representa la luna rodeada de un aura. En el interior del disco de la luna hay un conejo: en la tradición tailandesa las áreas oscuras de la Luna se representan con la forma de este animal. El sello simboliza la paz y la tranquilidad de la provincia. La luna también se refiere al nombre de la provincia: Ciudad de la Luna. La bandera también muestra en el centro un conejo blanco sobre la luna en tono amarillo. El fondo de la bandera es de color rojo, con el nombre de la provincia escrito en amarillo. El árbol provincial es el diospyros decandra, y la flor una orquídea.

## División administrativa
La provincia se divide en 10 distritos (Amphoe) que a su vez se subdividen en 76 comunas (tambon) y 690 aldeas (muban).
| 1. Mueang Chanthaburi 2. Khlung 3. Tha Mai 4. Pong Nam Ron 5. Makham | 1. Laem Sing 2. Soi Dao 3. Kaeng Hang Maeo 4. Na Yai Am 5. Khao Khitchakut |